# Plaines de Canterbury
 (novembre 2021).
Si vous disposez d'ouvrages ou d'articles de référence ou si vous connaissez des sites web de qualité traitant du thème abordé ici, merci de compléter l'article en donnant les références utiles à sa vérifiabilité et en les liant à la section « Notes et références ».
Pour les articles homonymes, voir Canterbury (homonymie).

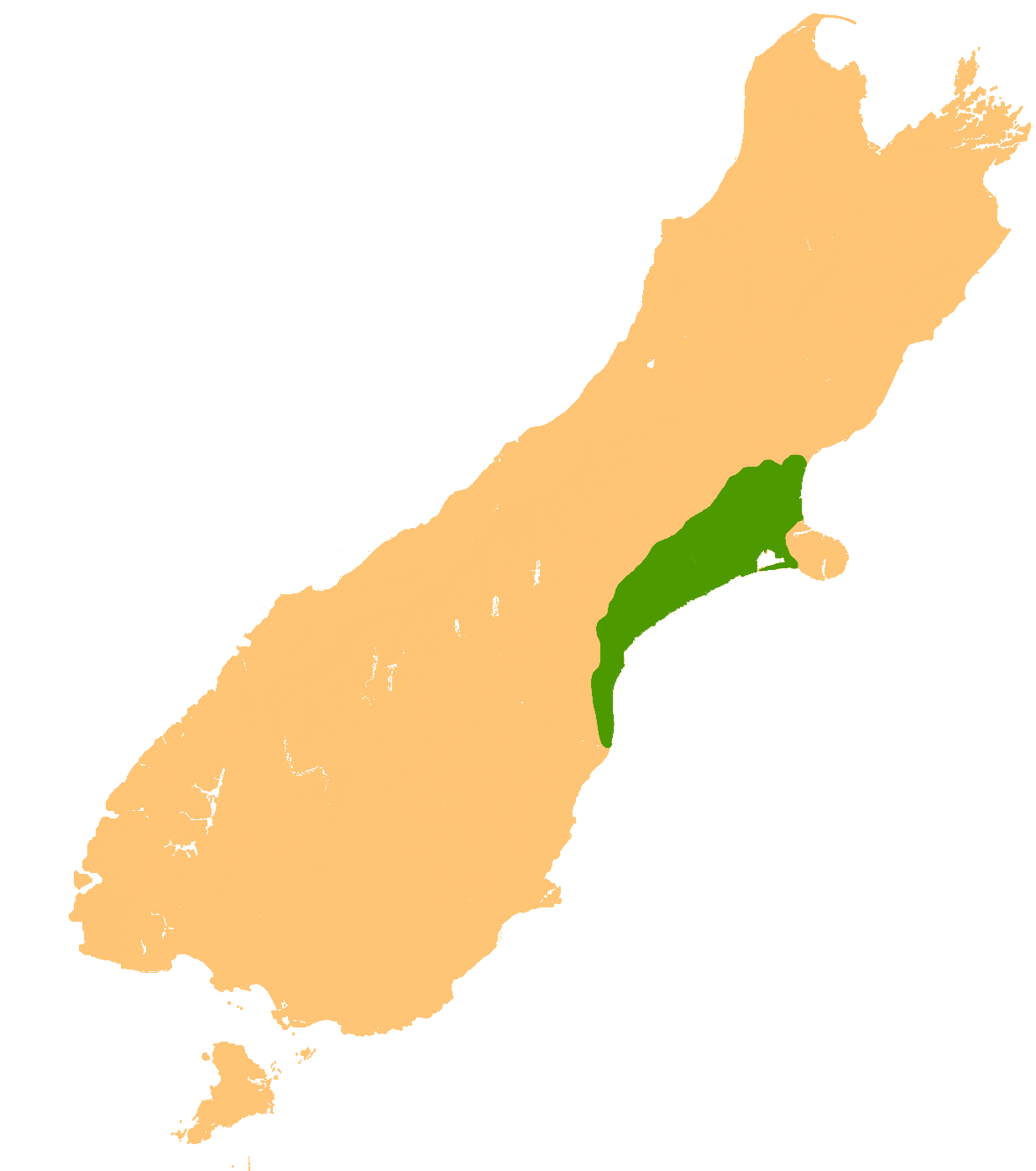
Carte de localisation des plaines de Canterbury (en vert) dans l'île du Sud de la Nouvelle-Zélande.

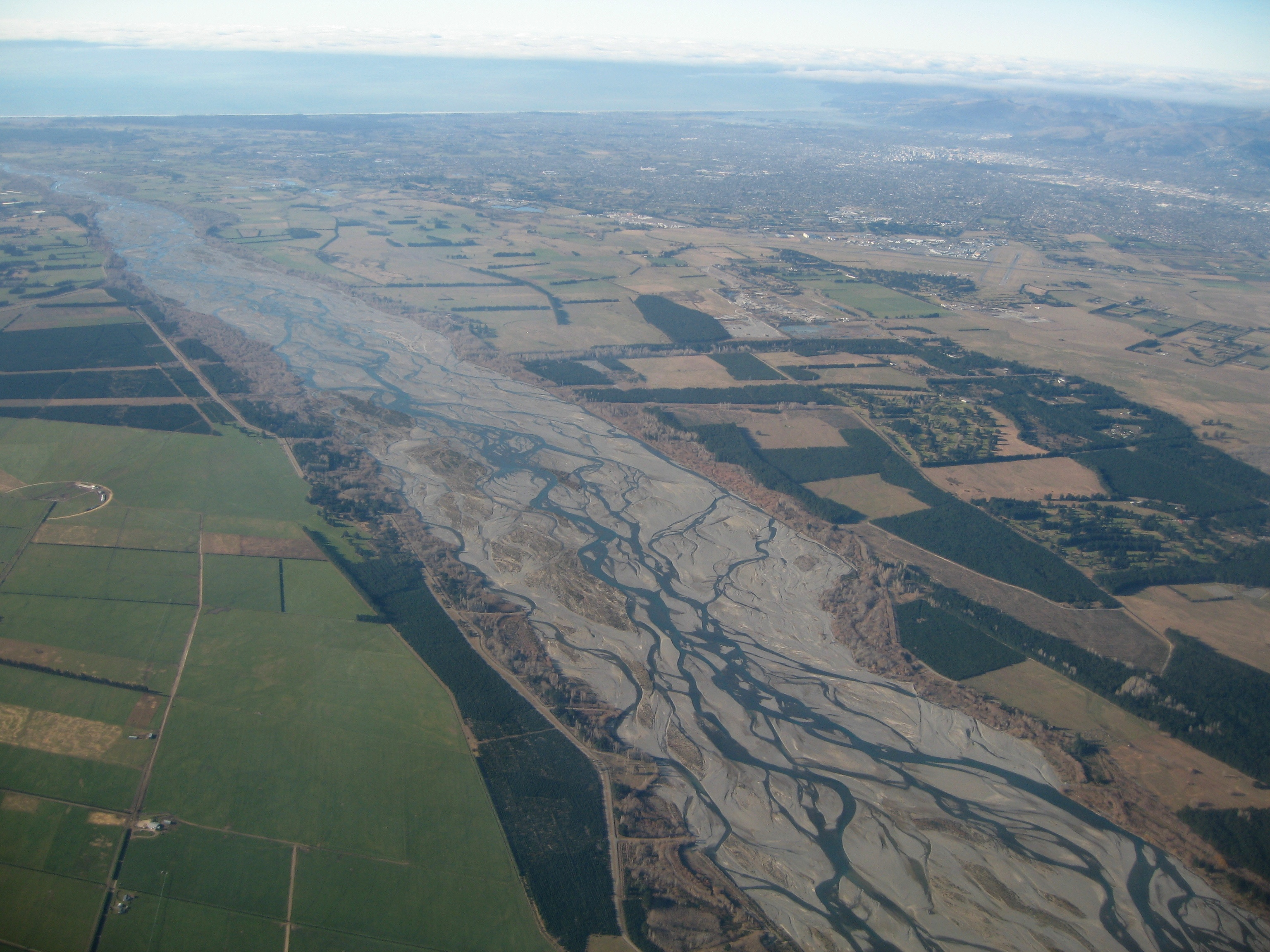
Vue aérienne d'une partie des plaines de Canterbury. Le fleuve Waimakariri est visible au premier plan, la ville de Christchurch dans le coin supérieur droit de la photo et l'océan Pacifique au dernier plan.

Les plaines de Canterbury sont l'ensemble de plaines côtières de piémont de Nouvelle-Zélande situées dans le centre-Est de l'île du Sud, entre les Alpes du Sud à l'ouest et l'océan Pacifique Sud à l'Est.

## Géographie
Les plaines de Canterbury forment une plaine côtière de piémont encadrée par les Alpes du Sud à l'ouest et l'océan Pacifique et la péninsule de Banks à l'est. Elles ont été formées par le dépôt des matériaux arrachés par érosion aux Alpes du Sud et transportés par les nombreux cours d'eau qui les traversent comme le fleuve  Waimakariri, le fleuve Rakaia, le fleuve  Rangitata ou encore la rivière Selwyn. Les dépôts de matériaux se poursuivent encore actuellement, comme en témoignent l'aspect anastomosé des cours d'eau dont le lit est entravé par de nombreux bancs de graviers et de sable.

## Population et économie
La principale ville est Christchurch située sur la côte, accolée au Nord de la péninsule de Banks, et le plus grand lac est le lac Ellesmere, accolé au sud de la même péninsule. Essentiellement agricole, ces plaines sont quasiment entièrement couvertes de champs et de prairies dévolues au pâturage, les zones boisées étant peu fréquentes. Cette vocation ne les empêche pas d'être densément peuplées avec la présence de très nombreux villages et petites villes comme Geraldine, Ashburton, Kaiapoi, Rangiora ou Temuka reliées entre elles par de nombreuses routes et notamment l'autoroute 1 ou SH1 qui parcourt l'Est de l'île du Sud du nord au sud via Christchurch et les plaines de Canterbury.

## Source de traduction
- (en) Cet article est partiellement ou en totalité issu de l’article de Wikipédia en anglais intitulé « Canterbury Plains » (voir la liste des auteurs).